# Sangre hirviendo
«Sangre hirviendo» es el título de un tema de la banda de rock española Héroes del Silencio, publicado en 1993 , dentro de su tercer álbum de estudio: El espíritu del vino. Esta canción está considerada por los seguidores del grupo como uno de sus temas más próximos al Hard Rock, y la han interpretado en directo en contadas ocasiones.

## Contexto
En junio de 1993, Héroes del Silencio publicaron su tercer álbum de estudio, El espíritu del vino, que significó para el grupo zaragozano un cambio muy importante con respecto a su anterior trabajo, Senderos de Traición, con una gran influencia de su productor, el ex componente de Roxy Music, Phil Manzanera. Se puso de manifiesto en este trabajo la profunda transformación que estaba sufriendo el grupo y, sobre todo, la influencia de sus actuaciones en directo en sus trabajos de estudio.

## Composición
Todos los temas del álbum El espíritu del vino están compuestos en el período comprendido entre la primera gran gira del grupo, Senda 91, (durante todo el año 1991), hasta su publicación, en junio de 1993. Su composición siguió el proceso habitual de la mayoría de las canciones de Héroes: letra a cargo de Enrique Bunbury, adaptación musical con el resto de componentes del grupo, y arreglos llevados a cabo por Phil Manzanera, que con su experiencia llevó a cabo un importante trabajo dentro del disco.

## La canción
«Sangre hirviendo» está considerada por los estudiosos de la discografía de Héroes del Silencio como su tema más roquero, lo que se puede interpretar como su mayor aproximación al llamado hard-rock. Su instrumentación da una gran importancia a la guitarra de Juan Valdivia, que se convierte en instrumento principal del tema; el acompañamiento corre a cargo del bajo de Joaquín Cardiel y la batería de Pedro Andreu adquiere uno de sus máximos protagonismos, dado el ritmo del tema. La letra de la canción también tiene un tono agresivo, está dentro de la ambigüedad y dentro de las llamadas «letras crípticas» que se le atribuyeron a Bunbury durante toda su etapa creativa con Héroes. Ha sido interpretada como una motivación de autodefensa ante cualquier desgracia, y dentro de los símbolos que representaban a cada canción en el cuadernillo del CD, está simbolizada por una gran explosión.

## En directo
Durante la gira posterior al disco, la participación del guitarrista mexicano Alan Boguslavsky le dio un carácter aún más roquero a la canción, que fue pocas veces interpretada en público por la banda. Uno de los momentos más apoteósicos fue cuando, en el Palacio de Deportes de la Comunidad de Madrid, Bunbury la presentó: 

"Para los que no son tibios de vocación; para la gente que aún siente que todavía le hierve la sangre"

Durante el concierto Monsters of Rock, en São Paulo, y ante el comportamiento enloquecido del público, Héroes decidieron sacar su repertorio más "hard" e interpretaron una versión acelerada de Sangre Hirviendo que no volvió a verse en ninguna actuación.